# Spółka dominująca
Spółka dominująca – spółka handlowa w przypadku, gdy:
1. dysponuje bezpośrednio lub pośrednio większością głosów na zgromadzeniu wspólników albo na walnym zgromadzeniu, także jako zastawnik albo użytkownik, bądź w zarządzie innej spółki kapitałowej (spółki zależnej), także na podstawie porozumień z innymi osobami, lub
2. jest uprawniona do powoływania lub odwoływania większości członków zarządu innej spółki kapitałowej (spółki zależnej) albo spółdzielni (spółdzielni zależnej), także na podstawie porozumień z innymi osobami, lub
3. jest uprawniona do powoływania lub odwoływania większości członków rady nadzorczej innej spółki kapitałowej (spółki zależnej) albo spółdzielni (spółdzielni zależnej), także na podstawie porozumień z innymi osobami, lub
4. członkowie jej zarządu stanowią więcej niż połowę członków zarządu innej spółki kapitałowej (spółki zależnej) albo spółdzielni (spółdzielni zależnej), lub
5. dysponuje bezpośrednio lub pośrednio większością głosów w spółce osobowej zależnej albo na walnym zgromadzeniu spółdzielni zależnej, także na podstawie porozumień z innymi osobami, lub
6. wywiera decydujący wpływ na działalność spółki zależnej albo spółdzielni zależnej, dotyczy to w szczególności zawierania umów pomiędzy tymi spółkami.